# Lijst van zaligverklaarden
Dit is een lijst van zaligverklaarden.

## A
- Carlo Acutis
- Agnellus van Pisa
- Ana de los Angeles Monteagudo
- Fra Angelico
- Anna van Sint-Bartholomeüs

## B
- Albertina Berkenbrock
- Chiara Luce Badano
- Eugenius Bossilkov

## C
- Marcel Callo
- Alexandrina Maria da Costa
- Carlo Acutis

## D
- Domnius
- Danactus
- Peerke Donders
- Johannes Duns Scotus

## E
- Elena Valentinisi
- Emma (vrouw van Lodewijk de Vrome)

## F
- Michaël Febres Cordero
- Angela of Foligno
- Alfonso Maria Fusco

## G
- Clemens August von Galen
- Paus Gregorius X

## I
- Idesbald van der Gracht

## J
- Pierre-François Jamet
- Johannes van La Verna

## K
- Karel de Goede
- Karel I van Oostenrijk
- Dionysius de Karthuizer ook bekend als Dennis van Leeuwen/Denis van Ryckel
- Adolph Kolping

## L
- Karl Leisner (in Dachau gevangene nr. 22356, begraven in de Dom van Xanten)
- Eustachius van Lieshout
- Eelco van Lidlum
- Rosario Livatino

## M
- Angelina di Marsciano
- Maria van Goddelijk Hart
- Jacinta Marto
- Francesco Marto
- Antonietta Meo
- Pierina Morosini

## N
- Beatrijs van Nazareth

## O
- Geertrui van Oosten

## P
- Angelo Paoli
- Marija Petković
- Paus Pius IX
- Agnellus van Pisa
- Edward Poppe

## Q
- Quirinus van Siscia

## R
- Jan van Ruusbroec

## S
- Amadeus IX van Savoye
- Alfredo Ildefonso Schuster
- Junípero Serra
- Hendrina Stenmanns
- Aloysius Stepinac
- Maria Helena Stollenwerk

## T
- Anna Maria Taigi
- Moeder Teresa
- Anna Maria Tauscher
- Kateri Tekakwitha

## U
- Paus Urbanus II

## V
- Valentinus Paquay
- Paus Victor III

## W
- Stefan Wyszyński